# Limnophora virgata
Limnophora virgata är en tvåvingeart som först beskrevs av Christian Rudolph Wilhelm Wiedemann 1830.  Limnophora virgata ingår i släktet Limnophora och familjen husflugor. Inga underarter finns listade i Catalogue of Life.